# Ottrott
Ottrott is een gemeente in het Franse departement Bas-Rhin (regio Grand Est) en telt 1513 inwoners (1999). De plaats maakt deel uit van het arrondissement Molsheim.

## Geografie
De oppervlakte van Ottrott bedraagt 28,9 km², de bevolkingsdichtheid is 52,4 inwoners per km².
De Mont Sainte-Odile (767 m) ligt in de gemeente.
De onderstaande kaart toont de ligging van Ottrott met de belangrijkste infrastructuur en aangrenzende gemeenten.

## Demografie
Onderstaande figuur toont het verloop van het inwonertal (bron: INSEE-tellingen).

## Bezienswaardigheden
De de Abdij Hohenbourg, op de Mont Sainte-Odile, en het Kasteel van Dreistein liggen op het grondgebied van de gemeente.